# Kiril Naumov
Kiril Naumov (Skoplje, 8. kolovoza 1981.), makedonsko-hrvatski violinist.

## Životopis
Kiril Naumov, rođen je u Skoplju (R. Makedonija) u obitelji diplomiranih glazbenika. 
Tijekom školovanja u Glazbenoj Školi “Franje Kuhača” u Osijeku u klasi prof. Eve Hühn i prof. savjetnice Ines Ane Tomić, osvaja nagrade i priznanja na solističkim, orkestralnim i zborskim regionalnim, državnim i međunarodnim natjecanjima.
Usavršavao se na majstorskim tečajevima istaknutih violinista i pedagoga: Asje Kouchner, Blagoja Dimčevskog, Midori Goto, Leonida Sorokowa, Yurija Korchynskog, Catherine Mackintosh, Dejana Mihailovića i drugih. Za vrijeme studija nositelj je stipendije Grada Osijeka kao izvrstan student. Diplomirao je s odličnim uspjehom na Muzičkoj akademiji u Zagrebu u klasi red. prof. art. Marije Ćepulić i stječe diplomu magistra glazbe, Akademskog glazbenika violinista i profesora violine.
Surađivao je s kazališnim, simfonijskim, komornim i tamburaškim orkestrima te dramskim ansamblima u obje svoje domovine (Hrvatskoj i Makedoniji) i u inozemstvu (Italija, Austrija, Njemačka, Švicarska, Mađarska, Rumunjska, Srbija, Crna Gora, BiH i dr.), te sudjelovao kao solist i član komornog sastava ili orkestra na renomiranim hrvatskim i međunarodnim festivalima. 
Član je opernog orkestra HNK Osijek i Hrvatske udruge orkestralnih i komornih umjetnika. 
Aktivno se bavi i pedagoškim radom kao prof. violine u više Glazbenih škola. 
Od 2012. surađuje s Akademijom za umjetnost i kulturu u Osijeku u zvanju višeg umjetničkog suradnika za komornu glazbu. 
Suosnivač je više mješovitih komornih sastava (klavirskog, gudačkog i mješovitog dueta, tria, kvarteta i kvinteta). 
Redovito održava solističke recitale i nastupa s mnoštvom različitih sastava, izvodeći klasičnu, zabavnu i tradicionalnu glazbu. 
Aktivni je član Makedonskog drušva "Braća Miladinovci" u Osijeku više od 25 godina i voditelj instrumentalne sekcije "T`ga za jug". 
Piše i izvodi vlastite aranžmane poznatih djela različitih stilova glazbe. Ostvario je i puno audio zapisa u glazbenim studijima i nastupa na radiju i televiziji.